# I, Senshi: Ai Senshi Tribute
I, Senshi: Ai Senshi Tribute (I, Senshi～哀 戦士トリビュート Ai Senshi ~ Ai Senshi Toribyūto?) es un álbum tributo de canciones versionadas derivadas del tema "Ai Senshi" (哀 戦士?  "Soldados del Dolor), interpretado originalmente por Daisuke Inoue para la película animada Mobile Suit Gundam II: Soldiers of Sorrow. I, Senshi  fue la primera producción musical producida para celebrar el 30 aniversario de la franquicia Gundam.

## Pistas
| N.º | Título                     | Artistas         | Duración |  |
| 1.  | «Ai Senshi»                | Andrew W.K.      | 3:56     |  |
| 2.  | «Ai Senshi»                | Gackt            | 3:26     |  |
| 3.  | «Ai Senshi»                | MIQ              | 3:58     |  |
| 4.  | «Ai Senshi»                | Mitsuhiro Oikawa | 4:10     |  |
| 5.  | «Ai Senshi»                | Richie Kotzen    | 3:57     |  |
| 6.  | «Ai Senshi (1999 Version)» | Daisuke Inoue    | 4:10     |  |